# Dreyse M1907
La Dreyse M1907 es una pistola semiautomática diseñada por Louis Schmeisser. El arma fue bautizada en honor de Nikolaus von Dreyse, el diseñador del fusil Dreyse. La empresa Waffenfabrik von Dreyse fue adquirida por Rheinische Metallwaren & Maschinenfabrik Sömmerda en 1901, aunque estas pistolas fueron comercializadas bajo el nombre de Dreyse.
Esta pistola tiene una interesante característica para su época: cuando estaba lista para disparar, el percutor sobresalía del cerrojo, sirviendo como un primigenio indicador de amartillado. Para limpiarla, el armazón, cajón de mecanismos y corredera pivotaban al frente gracias a un pasador situado delante del guardamonte. Al igual que sus variantes (Dreyse M1907 de bolsillo y Dreyse M1912 de 9 mm), era accionada por retroceso, aunque con un diseño inusual.
La misma empresa también fabricó una versión de bolsillo, de calibre 6,35 mm (llamada igualmente M1907). En 1912, apareció la Dreyse M1912 de 9 mm como la sucesora de esta pistola. Llevaba estampado el marcaje RM & M Dreyse y disparaba el cartucho 9 x 19 Parabellum.
A pesar del corto período de producción de esta pistola, es relativamente común hoy en día, principalmente debido a su empleo por el Volkssturm y los Volksgrenadier a fines de la Segunda Guerra Mundial. Esto permitió a varios soldados Aliados llevarse ejemplares a casa como trofeos de guerra.

## La compañía Dreyse
La Waffenfabrik von Dreyse fue fundada alrededor de 1841 para fabricar el famoso fusil Dreyse para el Ejército de Prusia, produciendo también pistolas de aguja y revólveres de percusión. La fábrica Dreyse entró en declive después que el Ejército Imperial Alemán adoptó en 1872 el fusil Mauser. En 1901, la Rheinische Metallwaren- & Maschinenfabrik de Sömmerda compró la Waffenfabrik von Dreyse.   

## Desarrollo

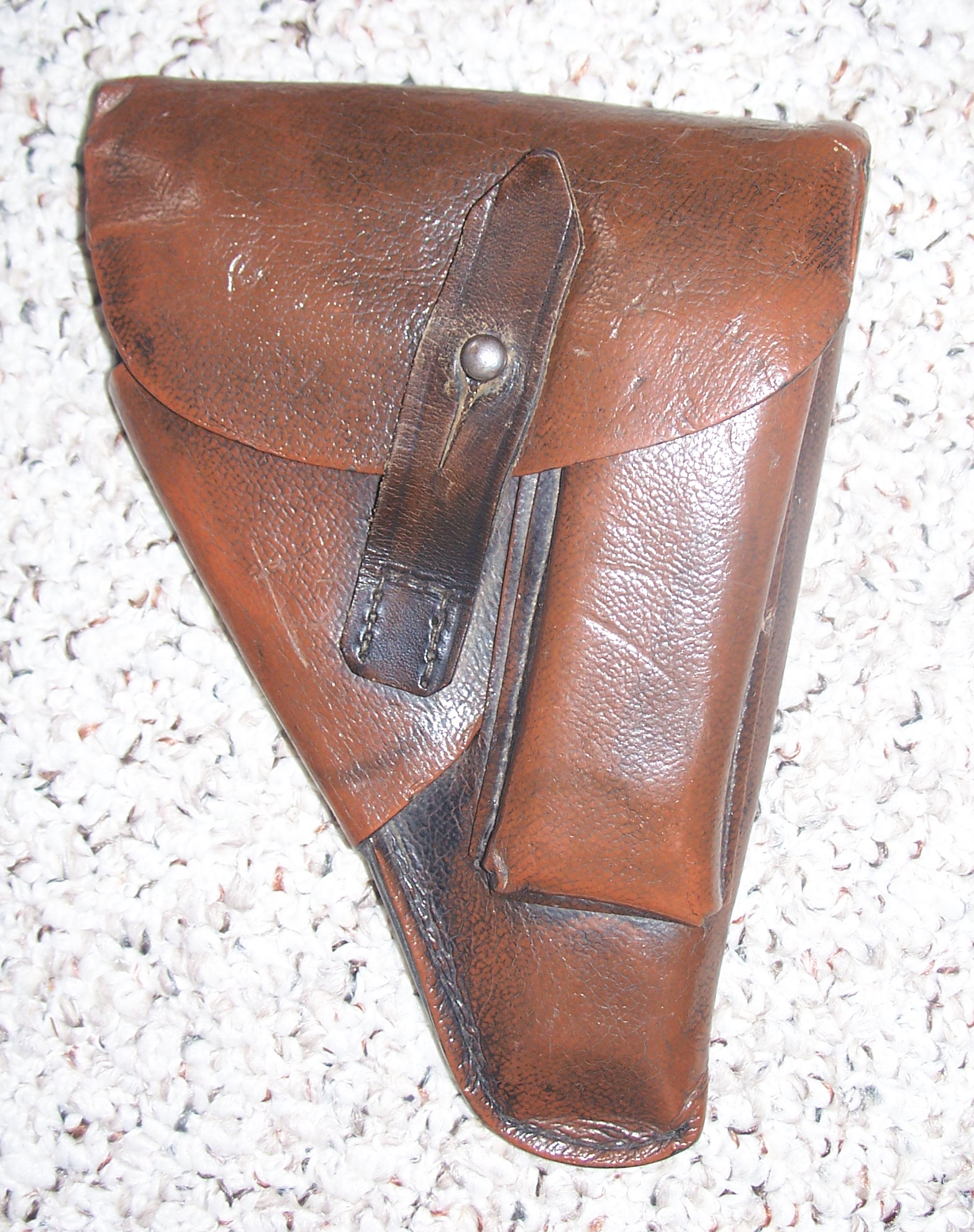
Funda de Presstoff de finales de la guerra, suministrada a los Volksgrenadier.

La Dreyse M1907 fue diseñada por Louis Schmeisser (que anteriormente había trabajado con Theodor Bergmann en el diseño de la ametralladora Bergmann) en 1905-1906, siendo vendidas desde 1907. La primera pistola, la 7,65 mm Auto, fue la más inusual. La mayor parte de su corredera articulada iba sobre el cañón, con una corta sección proyectándose hacia abajo detrás de la recámara para servir como su cerrojo.
El cerrojo estaba dentro de un armazón con lados planos que tenía un puente para sostener el alza y detener la sección superior de la corredera. El muelle recuperador rodeaba al cañón, encerrado en el armazón y sostenido por un collarín en la parte frontal de la corredera, que a su vez era fijado por un retén con muelle. Al jalar la corredera agarrando los entalles delanteros, deja el cerrojo a la vista detrás del armazón.
La Dreyse M1907 era disparada mediante un percutor, cuyo extremo posterior sobresalía del cerrojo cuando estaba cargada. Toda la sección superior de la corredera y su armazón podían pivotar sobre un pasador situado delante del guardamonte, manteniéndose en su lugar para disparar mediante un retén en la parte posterior del armazón. Este último refinamiento era esencal para su desarme; de otra forma hubiese sido imposible retirar su corredera articulada.
El diseño de la Dreyse M1907 estuvo fuertemente influenciado por la FN M1900 de John Moses Browning, aunque esta última tenía su muelle recuperador encima del cañón y el muelle recuperador de la Dreyse rodeaba su cañón. Sin embargo, tenían la misma forma general, compartiendo el ángulo de la empuñadura y diseño de sus superficies, el retén del cargador, la ubicación del seguro y los cerrojos.   

## Modificaciones del diseño
La única modificación principal que se le hizo fue al mecanismo de disparo. Antes de 1915, el percutor amartillado era sujetado por la barra de transferencia antes de ser soltado por el gatillo; al apretar el gatillo, este empujaba hacia atrás el percutor antes de soltarlo, comprimiento aún más el resorte de este. Esto fue inspirado por la posterior Dreyse M1912 de 9 mm, debido a la munición fabricada en tiempo de guerra. Le permitía una segunda percusión en caso de que la primera fallase. Otro cambio introducido durante la guerra fue un entalle encima de la parte superior de la corredera para facilitar la retirada del cojinete que fijaba el muelle recuperador.

## Variantes
Las primeras pistolas llevaban el marcaje 'DREYSE Rheinische Metallwaren- & Maschinenfabrik ABT. SOMMERDA' en el lado izquierdo del armazón y el monograma 'RMF' en las cachas, como se puede observar arriba. Las pistolas posteriores generalmente llevan el marcaje 'DREYSE RHEINMETALL ABT. SOMMERDA'.
Unas cuantas pistolas fabricadas en 1914 no llevan el marcaje 'DREYSE'. La pistola también fue vendida a unidades policiales, incluyendo a la Real Gendarmería de Sajonia, cuyas pistolas llevaban el marcaje 'K. Sachs. Gend.'.  

## Historial de combate
Durante la Primera Guerra Mundial, fue principalmente empleada por tropas austriacas, especialmente por oficiales del Ejército austrohúngaro. También fue empleada por oficiales del Ejército Imperial Alemán durante aquel conflicto.
Las pistolas suministradas al Ejército Imperial Alemán tienen un marcaje de aprobación sobre la portilla de eyecctión en el lado derecho, así como los habituales marcajes de una N coronada en el lado izquierdo del armazón y de la corredera cerca del gatillo.
Algunas pistolas fueron empleadas por tropas de las Wehrmacht (en especial oficiales) durante la Segunda Guerra Mundial. Hacia el final de la guerra, muchas pistolas fueron suministradas al Volkssturm y a los Volksgrenadier, frecuentemente dentro de fundas de Presstoff llamadas "última defensa". Grandes cantidades de estas pistolas fueron llevadas a Estados Unidos por soldados que volvían del frente, por lo cual es bastante usual en el mercado de armas de colección. Generalmente las fundas de Presstof (papel prensado) no se han conservado.
El Ejército checo compró unos cuantos miles de pistolas en 1921 y 1922, pero fueron retiradas de servicio en 1923 por accidentes no especificados.[cita requerida]
En 1912, la Guardia Suiza Pontificia compó treinta pistolas para sus oficiales y suboficiales. Estuvieron en servicio hasta 1990, cuando fueron reemplazadas por la SIG-Sauer P220, con la designación de P75.
Durante la Segunda Guerra Mundial, esta pistola llegó a ser empleada por la resistencia noruega. Algunas de estas pistolas fueron halladas junto a subfusiles Sten de fabricación artesanal y equipos de radio, ocultas en los muros de casas de miembros y simpatizantes de la resistencia.
No se ha descrito ningún combate en Noruega donde se haya empleado la Dreyse M1907. Sobre los "accidentes" no especificados con estas pistolas, el retén posterior que sostiene la corredera articulada puede soltarse. Cuando esto ocurre, el percutor será soltado y disparará el cartucho.
La Dreyse M1907 nunca fue oficialmente importada a Estados Unidos bajo contrato, pero cantidades importantes fueron traídas por soldados al final de la Segunda Guerra Mundial.

## Usuarios
- Imperio austrohúngaro
- Imperio alemán
- Alemania nazi: fue suministrada al Volkssturm y a los Volksgrenadier.[3]
- Ciudad del Vaticano: 30 pistolas, reemplazadas por la SIG P75.
- Lituania: 110 pistolas, compradas entre 1919-1920.
- Imperio otomano